# Сиппл, Оливер
Оливер Уэллингтон «Билли» Сиппл (англ. Oliver Wellington «Billy» Sipple; 1941—1989) — ветеран морской пехоты США и гей, получивший национальную известность после того, как во время покушения на президента Форда толкнул покушавшуюся, в результате чего она промахнулась. Гомосексуальность получившего национальную известность Сиппла с одной стороны была использована активистами, боровшимися за права ЛГБТ в США, с другой, возможно, повлияла на отношение к нему эстеблишмента. Сам Оливер подал и проиграл несколько судебных исков к СМИ, обвиняя их во вторжении в частную жизнь.

## Биография

### Ранние годы
Принимал участие в войне во Вьетнаме. Был ранен шрапнелью в 1968. Имел награды. После возвращения в США и лечения в госпитале участвовал в гей-активизме и гей-прайдах, сожительствовал с моряком и дружил с Харви Милком.

### Покушение на президента
22 сентября 1975 года Сара Джейн Мур стреляла в президента Форда из толпы, собравшейся у отеля в Сан-Франциско. Оливер помешал ей при первом выстреле, а затем врезался в покушавшуюся и повалил её на землю. В результате револьвер снова выстрелил, ранив 42-летнего мужчину, но президент Форд снова не пострадал.

## Последствия
Полиция и Секретная служба США, а вслед за ними и средства массовой информации немедленно одобрили действия Сиппла на месте покушения. СМИ героизировали его.
Хотя члены гей-сообщества знали об ориентации Оливера, она оставалась тайной для его семьи. Сиппл просил прессу не рассказывать об этом, явно дав понять, что семья и работодатель не знают о том, что он гей. Харви Милк, реагируя на произошедшее, сказал другу: «Это отличная возможность. Мы можем показать, что гей способен на героизм, а не все вот эти вот разговоры про приставания к детям и торчание в туалетах.». Считается, что именно Милк сообщил об ориентации Сиппла колумнисту San Francisco Chronicle, в надежде таким образом разрушить стереотипы. Однако роль Милка в этом деле остаётся до конца не выясненной. According to Harold Evans, «[T]here was no invitation to the White House for Sipple, not even a commendation. Milk made a fuss about that. Finally, weeks later, Sipple received a brief note of thanks.».
Сиппл подал иск к Chronicle. Харви Милк предположил, что реакция на новости о гомосексуальности Оливера послужила причиной того, что он не был приглашён в Белый Дом, получив лишь благодарственное письмо. К 1984 году иски Сиппла на 15 миллионов долларов к колумнисту, журналистам и нескольким СМИ были отклонены судом, который признал, что гомосексуальность Сиппла была частью новостной истории, героем которой он стал.

### Поздние годы

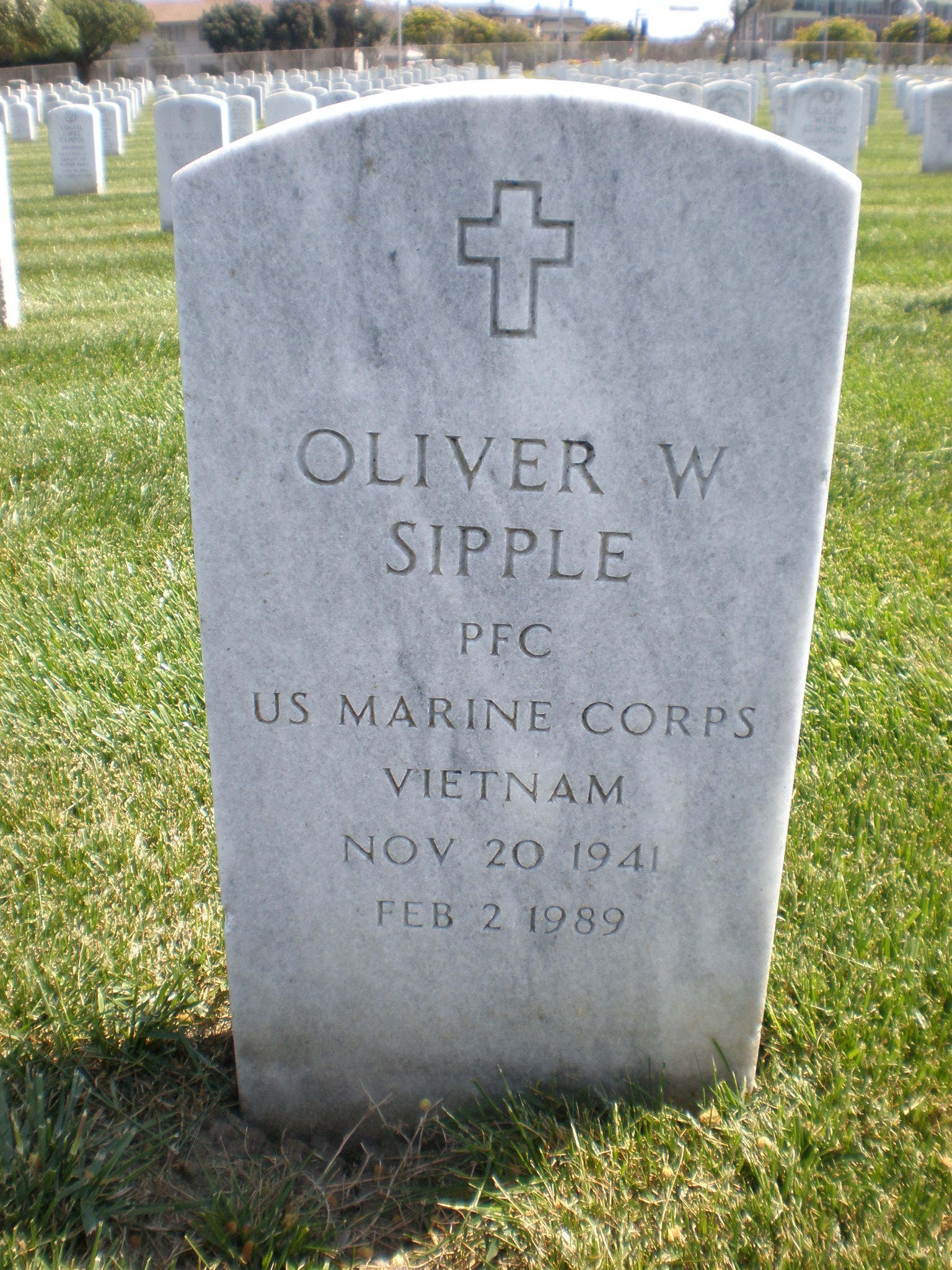
Надгробье Сиппла на кладбище Golden Gate National Cemetery

В статье The Washington Post, опубликованной в 2006 году, сообщалось, что Сиппл пережил размолвку с родителями, но затем они приняли его (по утверждению брата Оливера Джорджа).
Физическое и душевное здоровье Оливера ухудшалось. Он набрал вес, много пил, у него была диагностирована параноидная шизофрения. 2 февраля 1989 года Сиппл был найден мёртвым в своей постели, он умер в возрасте 47 лет. Ранее в тот же день он сказал другу, что ему было отказано в госпитализации, когда он пришёл в больницу с жалобами на проблемы с дыханием.
На похороны Сиппла пришли примерно 30 человек. Экс-президент Форд с женой отправили его семье и друзьям письмо с соболезнованиями. Оливера похоронили в Сан-Франциско.
В интервью 2001 года Форд отрицал, что на отношение к Сипплу и его чествование негативно повлияла гомосексуальность Оливера. Он сказал также, что узнал о ней лишь спустя некоторое время.